# Konotop (jezioro w powiecie drawskim)
Konotop (niem. Gr. Könotopf See) – jezioro rynnowe w Polsce, położone w województwie zachodniopomorskim, w powiecie drawskim, w gminie Drawsko Pomorskie.
Akwen leży na Pojezierzu Ińskim, w pobliżu jeziora Lubie, około 1800 metrów na północ od miejscowości Konotop.